# Charles Adam
Sir Charles Adam (6. října 1780, Blairadam House, Skotsko – 19. září 1853, Greenwich, Anglie) byl britský admirál. V královském námořnictvu sloužil od dětství, vyznamenal se v napoleonských válkách. Později zastával celkem třikrát funkci prvního námořmího lorda a v roce 1848 dosáhl hodnosti admirála.

## Životopis
Pocházel z významné skotské rodiny, narodil se na zámku Blairadam House jako mladší syn Sira Williama Adama (1751–1839), lorda nejvyššího sudího ve Skotsku, po matce pocházel ze starého šlechtického rodu Elphinstone a byl synovcem admirála Keitha. Do Royal Navy vstoupil již v roce 1790 jako kapitánský sluha, sloužil postupně ve Středomoří, u břehů Afriky a Indie. Zúčastnil se válek proti revoluční Francii a pod patronátem svého strýce lorda Keitha rychle postupoval v hodnostech. Již v sedmnácti letech byl poručíkem (1798), téhož roku dosáhl hodnosti komandéra. Po uzavření míru s Francií (1802) sloužil v Severním moři a později u břehů Španělska.
Aktivní kariéru zakončil v závěru napoleonských válek v hodnosti kapitána (1814), poté byl velitelem královské jachty Royal Sovereign. V roce 1825 byl povýšen na kontradmirála a v letech 1831–1841 byl poslancem Dolní sněmovny, kde zastupoval skotská hrabství a připojil se ke straně whigů. Od listopadu do prosince 1834 zastával funkci prvního námořního lorda ve Wellingtonově vládě, poté byl v roce 1835 povýšen do šlechtického stavu s titulem Sir jako nositel Řádu lázně. Znovu byl prvním námořním lordem v Melbournově vládě (1835–1841). Pod Adamovým vedením se královské námořnictvo vypořádalo s úsporami v rozpočtu v době míru, mimo jiné se zabýval technickým zdokonalením lodí. V roce 1840 organizoval úspěšný útok loďstva na Muhammada Alího v Sýrii, mezitím dosáhl hodnosti viceadmirála (1837). Po pádu Melbournovy vlády se po delší době vrátil k aktivní službě a v letech 1841–1845 byl vrchním velitelem loďstva v severní Americe a Karibiku (North America and West Indies Station). Po návratu do Anglie byl potřetí krátce prvním námořním lordem (1846–1847) ve vládě Johna Russella. Poté zastával již jen čestnou funkci guvernéra špitálu v Greenwichi (1847–1853) a v roce 1848 byl povýšen do hodnosti admirála. V letech 1839-1853 zastával také post lorda-místodržitele ve skotském hrabství Kinross.
Od roku 1822 byl ženatý s Elizabeth Brydone (1790–1871). Z tohoto manželství se narodily tři děti, z nichž vynikl syn William Patrick Adam (1823–1881), který se uplatnil ve státních úřadech, byl ministrem veřejných prací (1873–1874) a nakonec guvernérem v Madrasu (1880–1881).
Charlesův mladší bratr Sir Frederick Adam (1781–1853) vynikl jako účastník napoleonských válek, později dosáhl hodnosti generála a nakonec byl guvernérem v Madrasu (1832–1837).